# Brachiaria lindiensis
Brachiaria lindiensis är en gräsart som först beskrevs av Pilg., och fick sitt nu gällande namn av Clayton. Brachiaria lindiensis ingår i släktet Brachiaria och familjen gräs. Inga underarter finns listade i Catalogue of Life.